# Chacal-klass
Chacal-klass jagare, ibland kallade Jaguar-klassen, var en grupp av sex stora jagare som byggdes för den franska flottan under 1920-talet. Deras främsta uppgift var att spana för huvudskeppen. Alla var uppkallade efter rovdjur: Chacal betyder schakal, medan de fem andra var uppkallade efter stora katter.
Fartygen delades till en början upp mellan Medelhavseskadern och den 2:e eskadern, som var baserad i Brest. Ett av fartygen tjänstgjorde som flaggskepp under 1930-talet, men hennes systerfartyg användes som utbildningsfartyg från och med 1932. Chacal-klassen tilldelades konvoj eskorter efter andra världskrigets början i september 1939 tills tre av dem stationerades i Engelska kanalen efter att slaget om Frankrike inleddes den 10 maj 1940. Två av dessa sänktes kort därefter av tyska styrkor.
När Frankrike kapitulerade den 22 juni befann sig två fartyg i Franska Algeriet, ett var på ombyggnad i Toulon och det sista fartyget var i England. Under Operation Catapult i juli, en attack mot Vichyflottan som syftade till att förhindra att den överlämnades till tyskarna, beslagtog britterna fartyget i England, men misslyckades med att hindra de två i Mers-el-Kébir från att fly till Toulon när de attackerade hamnen.
Alla tre fartygen i Toulon placerades i reserv och två av dem togs tillfånga nästan intakta när tyskarna försökte ta över den franska flottan i november 1942. De överlämnades till italienska Regia Marina, men de användes endast för transportuppdrag innan Italien kapitulerade i september 1943. Italienarna sänkte den ena, men den andra flydde och anslöt sig till de fria franska styrkorna och tillbringade resten av kriget som konvojeskort i Medelhavet eller för att skydda de allierade styrkorna i Liguriska havet.
Under tiden hade britterna överlämnat Léopard till de fria franska styrkorna som använde henne som konvoj eskort innan hon hjälpte till att befria ön Réunion i slutet av 1942. Hon gick på grund strax efter att ha överförts till Medelhavet i mitten av 1943 och skrevs av som en totalförlust. Det enda fartyg som överlevde kriget, Tigre, användes efter kriget mestadels som trupptransport och som utbildningsfartyg tills hon ströks från marinlistan 1954 innan hon skrotades året därpå.

## Bakgrund

Ritning av Jaguar.

Den franska flottstaben påbörjade redan före första världskriget preliminära studier av stora jagare som skulle kunna försvara den franska stridslinjen mot attacker från fientliga jagare och torpedbåtar, men de avbröts när kriget började. De återupptogs 1917, men den seriösa planeringen påbörjades inte förrän efter kriget, då staben 1919 beslutade att dela upp jagarnas roller. Den mindre "torpilleur d'escadre" skulle få till uppgift att attackera fiendens stridslinje med torpeder och försvara fransmännens stridslinje från fiendens torpedattacker. Den större "contre-torpilleurens" primära roll var spaning; att försvara slaglinjen var sekundärt och att attackera fiendens slaglinje minst viktigt. Detta krävde hög hastighet i alla väder, god uthållighet och en kraftfull beväpning som kunde angripa små kryssare.
Marinministern valde i början av 1920 en design på 1 780 ton, beväpnad med fem 10-centimeterkanoner, men den förkastades av det franska parlamentet. Influerade av de stora italienska jagarna i Leone-klassen, beväpnade med åtta 12-centimeterkanoner, och den 2 060 ton tunga före detta tyska jagaren SMS S113, som överlämnades till Frankrike som krigsskadestånd, och som var beväpnad med fyra 15-centimeterkanoner, återgick fransmännen till ritbordet för att ta fram ett mycket större fartyg beväpnat med sex eller sju av den nya Canon de 130 mm Modèle 1919. Beställningen fördröjdes av förhandlingarna under Washingtonavtalet, men sex fartyg av Chacal-klassen godkändes som en del av 1922 års marinlag.

## Beskrivning
De hade en total längd på 126,8 meter och en bredd på 11,1 meter, och ett djupgående på 4,1 meter. Fartygen hade ett deplacement på 2 126 ton vid standardlast och 2 980-3 075 ton vid fullast. En dubbelbotten täckte större delen av fartygets längd och skrovet var genom 11 tvärgående skott indelat i ett dussin vattentäta skott. Besättningen bestod av 10 officerare och 187 besättningsmän i fredstid och 12 officerare och 209 värnpliktiga i krigstid.
Det upphöjda fördäcket och den framträdande skjuvningen och utbuktningen av fören gjorde att fartygen i Chacal-klassen hade en bra sjöduglighet, men de visade sig vara topptunga och ha dålig stabilitet i sidled trots den 40 meter långa kölen. Dessutom var de inte särskilt manövrerbara eftersom rodret på 14,44 kvadratmeter var för litet och dess servomotor för svag.
Chacal-klassen drevs av två ångturbinaggregat som var och en drev en 3,6 meter lång propeller med hjälp av ånga från fem du Temple-pannor som opererade vid ett tryck på 18 kg/cm2 (1 765 kPa) och en temperatur på 216 °C. Fyra fartyg var utrustade med Rateau-Bretagne-turbiner som ansågs tillfredsställande när de inledande barnsjukdomarna hade lösts, men Léopard och Lynx använde Breguet-Laval-turbiner som var mycket besvärliga och gjorde att Léopard togs i bruk två år för sent. Turbinerna var konstruerade för att producera 50 000 hästkrafter (37 000 kW), vilket skulle driva fartygen i 35,5 knop (65,7 km/h). Under sjötesterna genererade turbinerna 54 850-57 810 hästkrafter och nådde en högsta hastighet på 36,7 knop (68,0 km/h) under en timme. Fartygen rymde 530 ton brännolja, vilket gav dem en räckvidd på 3 000 nautiska mil (5 600 km) vid 15 knop. Bränsleförbrukningen vid höga hastigheter var alltför stor och räckvidden var endast 600 nmi (1 100 km) vid 35 knop (65 km/h). Fartygen var utrustade med två turbogeneratorer på 60 kilowatt (80 hk) i det främre maskinrummet. Dessutom fanns två dieselgeneratorer, en på 30 kilowatt (40 hk) och en på 15 kilowatt (20 hk), i den centrala överbyggnaden.

### Bestyckning
Chacal-klassens huvudbeväpning var ursprungligen tänkt att monteras i en blandning av enkel- och tvillingmontage, men tvillingmontage visade sig vara otillfredsställande och därför beväpnades fartygen med fem 40-kalibriga Canon de 130 mm mle i enkelmontage, ett par kanoner vardera för och akter om överbyggnaden och den femte kanonen akter om den akterliga skorstenen. Kanonerna var numrerade från "1" till "5" från fram till bak. Fästena hade ett höjdintervall från -10° till +36°, vilket gav kanonen en räckvidd på 18 900 meter vid maximal höjd, och kanonerna kunde laddas i alla vinklar under +16°. De avfyrade pansarbrytande projektiler på 32,05 kg med en utgångshastighet på 735 m/s och en hastighet på fem till sex skott per minut. De främre och bakre magasinen hade en total kapacitet på 802 patroner. Varje fäste hade ett ställ som rymde 24 patroner, utom nr 3, som hade ett större förråd på 30 patroner eftersom den saknade en ammunitionshiss ner till magasinen.
Flottstaben ansåg att denna kanon var föråldrad strax efter att de första fartygen hade byggts, men den kanon som man ville använda, Canon de 138 mm modell 1923, fanns ännu inte tillgänglig, så man planerade att ersätta 13 cm-kanonerna senare. Kanonerna och deras större lyftanordningar beställdes långt innan något av fartygen var färdigställt och fick avskrivas när det visade sig att fartygens stabilitet var för dålig för att klara den extra toppvikten.
Den ursprungliga planen var att utrusta varje fartyg med en avståndsmätare som matade data till den elektromekaniska eldledningsdatorn Mle 1923B, men utvecklingen drog ut på tiden och den var inte klar i tid för de fyra första fartygen. De utrustades med den enklare mekaniska aviso-datorn av typen Mle 1919; endast Léopard och Lynx hade Mle 1923B-datorn vid färdigställandet. De tidigare fartygen fick sina Mle 1919-datorer ersatta av den senare datorn från och med 1927. Utvecklingen av avståndsmätaren övergavs och fartygen utrustades med en 3 meter Mle B.1926 avståndsmätare som matade in data till datorerna. Denna ersattes av en stereoskopisk avståndsmätare 1931 och av en 5 meter lång PC.1936-modell från 1937.
Chacal-klassens luftvärn bestod av två 50-kalibriga Canon de 75 mm modell 1924 i enkelmontage placerade mittskepps. Fästena kunde höjas till +90° och sänkas till -10° och kanonerna kunde laddas i vilken vinkel som helst upp till +75°. Deras 5,93 kg tunga patroner avfyrades med en mynningshastighet på 850 m/s. Kanonerna hade en räckvidd på 14 100 meter och ett tak på cirka 10 000 meter. De hade en teoretisk eldhastighet på 15 skott per minut, men bara ungefär hälften av det i tjänst. Fartygen hade 150 patroner plus 60 lysgranater för varje kanon, varav 30 patroner kunde förvaras i skåp för direkt användning. År 1932 beslutade flottan att fartygen var för topptunga för att acceptera en direktör för kanonerna, så de skulle ersättas av fyra tvillingfästen för Hotchkiss 13,2 millimeter kulsprutor. Dessa installerades 1933-34, tillsammans med en dedikerad 1 meter OPL J.1930 stereoskopisk avståndsmätare. Utbytet sparade cirka 12 ton i vikt, även om kulsprutorna visade sig ha begränsad nytta i strid. Stridsoperationer 1939 hade visat fransmännen att deras luftvärn var otillräckligt och de planerade att förstärka det från och med 1940 genom att ersätta stormasten med en plattform för en dubbelkanonfäste för den lätta 37 mm luftvärnskanonen. Denna installerades endast ombord på Panthère före vapenstilleståndet med Tyskland och togs bort kort därefter.
Fartygen i Chacal-klassen hade två trippelmonterade 55 cm torpedtuber ovanför vattenlinjen. Deras Mle 1919D-torpeder hade en stridsspets på 238 kilo och kunde ställas in för en hastighet på 35 knop med en räckvidd på 6 000 meter eller 25 knop (46 km/h) för 14 000 meter. I aktern fanns ett par sjunkbombsrälsar som rymde totalt tjugo Guiraud Mle 1922-sjunkbomber på 200 kilo. De var också utrustade med fyra sjunkbombskastare bredvid den främre skorstenen, för vilka de bar ett dussin Guiraud Mle 1922 100-kilograms sjunkbomber. De fyra sjunkbombskastarna togs bort 1932 eftersom de var dåligt placerade och deras laddningar tenderade att orsaka läckor i skrovet när de användes, även om två av dem återinstallerades efter krigsutbrottet 1939. Utrymme och vikt reserverades för ett par Ginocchio bogserade antiubåtstorpeder, men dessa fungerade dåligt och användes aldrig i strid.
Plats reserverades för ett misslyckat franskt sonarsystem som avbröts i september 1930. Flottstaben hade också för avsikt att installera ett passivt akustiskt lokaliseringssystem ombord Chacal-klassen, men endast Panthère utrustades faktiskt med ett sådant. Detta bestod av en uppsättning av två stållinser, en uppsättning på varje sida av fartyget, med ett stort antal membran som omgav förstärkt ljud för operatören. Detta visade sig vara oanvändbart när fartyget rörde sig snabbt och togs bort 1931.

## Skepp
| Namn     | Varv                                             | Påbörjad          | Sjösatt           | Levererad       | Öde                                                                    |
| -------- | ------------------------------------------------ | ----------------- | ----------------- | --------------- | ---------------------------------------------------------------------- |
| Chacal   | Ateliers et Chantiers de Penhoët, Saint-Nazaire  | 18 september 1923 | 27 september 1924 | 12 juni 1926    | Sänkt utanför Boulogne-sur-Mer av tyska flygplan                       |
| Jaguar   | Arsenal de Lorient                               | 24 augusti 1922   | 17 november 1923  | 24 juli 1926    | Strandade och förstördes efter en torpedträff från en tysk Schnellboot |
| Léopard  | Ateliers et Chantiers de la Loire, Saint-Nazaire | 14 augusti 1923   | 29 september 1924 | 10 oktober 1927 | Strandad och förstörd 27 maj 1943                                      |
| Lynx     | Ateliers et Chantiers de la Loire, Saint-Nazaire | 14 januari 1924   | 25 februari 1925  | 10 oktober 1927 | Sänkt i Toulon 27 november 1942                                        |
| Panthère | Arsenal de Lorient                               | 23 december 1923  | 27 oktober 1924   | 10 oktober 1926 | Borrad i sank av Italien 9 september 1943                              |
| Tigre    | Ateliers et Chantiers de Bretagne, Nantes        | 28 september 1923 | 2 augusti 1924    | 1 februari 1926 | Skrotad 1955                                                           |

## Tjänst

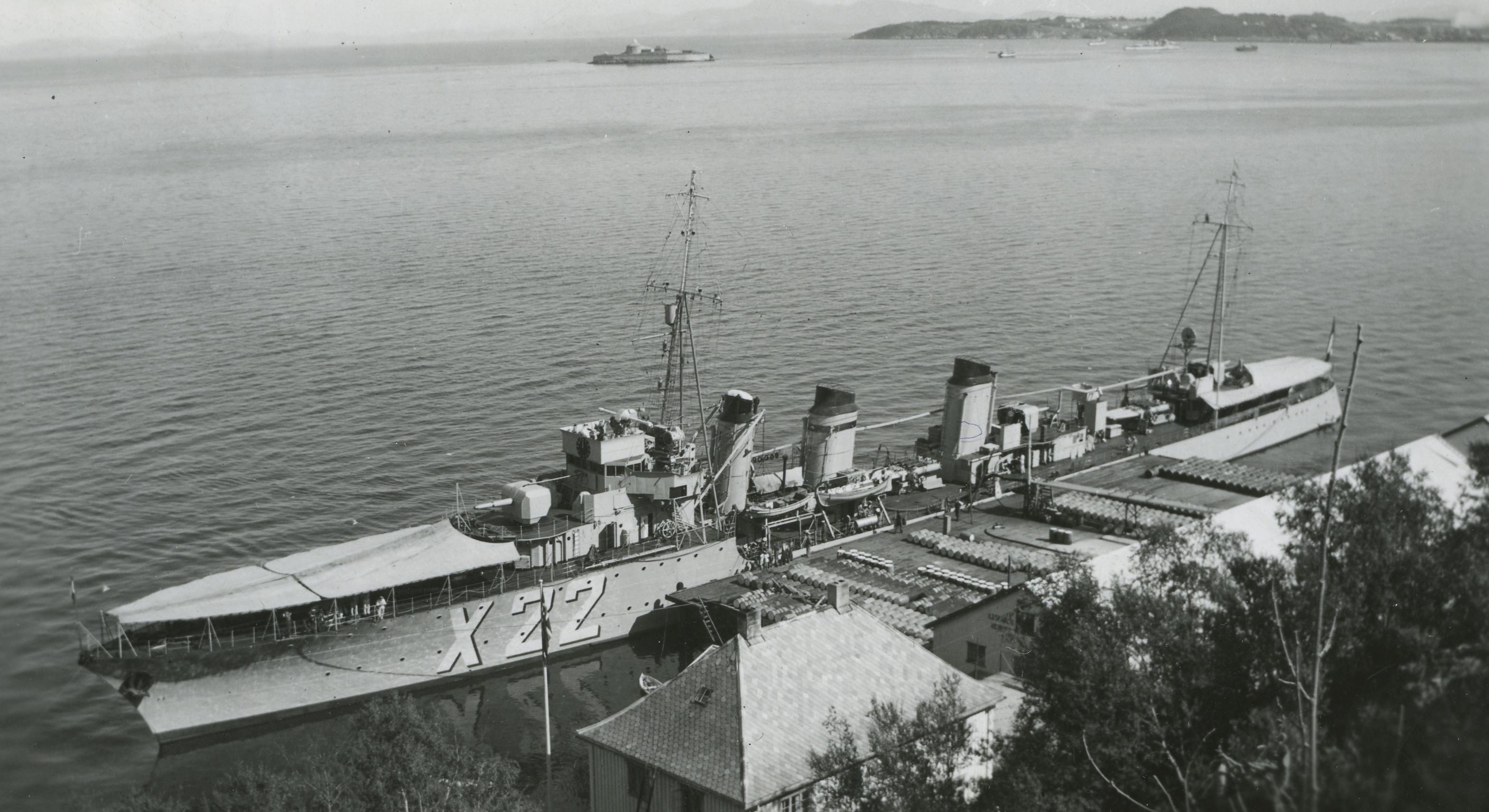
Léopard 1939.

De tre första fartygen som togs i bruk, Tigre, Chacal och Panthère, placerades i Medelhavseskadern i Toulon och de tre sista i den andra eskadern i Brest. Jaguar tjänstgjorde som flaggskepp för flera olika jagarflottiljer mellan 1928 och 1937. Fartygen i Chacal-klassen tjänstgjorde som utbildningsfartyg från och med 1932 och fortsatte att göra det fram till början av andra världskriget.
Jaguar, Léopard och Panthère tilldelades den 7 september Nordkommandot i väntan på en tysk invasion av Belgien. De visade sig dock vara för stora och svårmanövrerade för operationer i de grunda vattnen i Engelska kanalen och Nordsjön. Panthère gick på grund den 10 september i dålig sikt, men fick endast mindre skador, och Jaguar gjorde samma sak natten mellan den 28 och 29 oktober. Contre-torpilleurs avlöstes av mindre torpilleurs d'escadre från och med mitten av oktober. De andra fartygen tilldelades det västra kommandot för konvojeskort från oktober 1939 till maj 1940 där de eskorterade konvojer som färdades mellan Gibraltar och Brest samt Casablanca, Franska Marocko och Le Verdon-sur-Mer. De fick sällskap av de tre första fartygen när de ersattes i Nordkommandot. Jaguar skadades svårt under en kollision med en brittisk jagare i januari 1940 och hennes reparationer var inte färdiga förrän i början av maj.
När tyskarna invaderade Frankrike den 10 maj 1940 var Panthère under ombyggnad i Toulon och hennes systrar eskorterade fortfarande konvojer. Jaguar, Léopard och Chacal tilldelades den 22 maj norra kommandot för att stödja de allierade styrkorna vid den franska kusten. Jaguar sänktes dagen därpå utanför Dunkerque och Chacal på kvällen den 23/24 maj nära Boulogne av tyska bombplan. Léopard stannade kvar i området och bombade framryckande tyska styrkor nära den nordfranska kusten. Efter Frankrikes kapitulation beslagtogs fartyget av britterna i juli och överlämnades till de fria franska styrkorna månaden därpå.
Léopard eskorterade konvojer i de västliga områdena 1940-41 innan hon påbörjade en ettårig ombyggnad till eskort-jagare. Hon hjälpte till att sänka den tyska ubåten U-136 i juli 1942 innan hon hjälpte till att befria ön Réunion i november. Fartyget gick på grund i närheten av Benghazi bara några veckor efter att ha förflyttats till Medelhavet i mitten av 1943. Bärgningsförsök misslyckades och hennes vrak övergavs efter att det brutits på mitten.
I juli 1940 var Lynx och Tigre på plats när britterna attackerade de franska fartygen vid Mers-el-Kébir, men lyckades undkomma utan skador. Efter att ha nått Toulon placerades systerskeppen i reserv tillsammans med Panthère som de äldsta contre-torpilleurs i tjänst och deras lätta luftvärnsbeväpning togs bort. 27 november 1942 sänktes Lynx när tyskarna försökte ta de franska fartygen i Toulon, men Panthère och Tigre togs i stort sett intakta. De överlämnades till italienska flottan (Regia Marina) som döpte om dem till FR 22 respektive FR 23 när de togs i bruk igen i början av 1943. De användes som transportfartyg när Italien kapitulerade i september. FR 22 (Panthère) sänktes av italienarna, men FR 23 (Tigre) lyckades fly och ansluta sig till de allierade.
Tigre återtog sitt gamla namn och gavs till de fria franska styrkorna månaden därpå, men hon behövde omfattande reparationer som pågick fram till början av 1944. Fartyget återgick till konvojeskort under några månader innan det påbörjade en mer omfattande renovering som pågick fram till början av 1945. Hon tilldelades sedan flankstyrkan som skyddade de allierade styrkorna i Tyrrenska havet från de tyska styrkorna i norra Italien under resten av kriget. Flera veckor efter krigsslutet i maj stödde fartyget de franska styrkorna i Algeriet under upploppen i maj-juni. Tigre tilldelades sedan uppdrag som snabb trupptransport till slutet av 1946. Hon blev ett skytteutbildningsfartyg fram till mitten av 1948 tills hon ströks från marinens lista 1954 och skrotades året därpå.